# Sudanfunktion
Die Sudanfunktion ist eine rekursive berechenbare Funktion, die total μ-rekursiv, jedoch nicht primitiv rekursiv ist, was sie mit der bekannteren Ackermannfunktion gemeinsam hat.
Sie wurde 1927 von dem rumänischen Mathematiker Gabriel Sudan publiziert, der wie Wilhelm Ackermann ein Schüler David Hilberts war.

## Definition
Für {\displaystyle x,y,n\in \mathbb {N} _{0}} gilt:
{\displaystyle F_{0}(x,y)=x+y,\,}
{\displaystyle F_{n+1}(x,0)=x,\ n\geq 0\,}
{\displaystyle F_{n+1}(x,y+1)=F_{n}(F_{n+1}(x,y),F_{n+1}(x,y)+y+1),\ n\geq 0.\,}

## Hintergrund
1926 vermutete David Hilbert, dass jede berechenbare Funktion primitiv-rekursiv sei. Dies wurde durch Wilhelm Ackermann und Gabriel Sudan – beides seine Schüler – mittels unterschiedlichen Funktionen, die zeitnah (Sudan 1927 und Ackermann 1928) publiziert wurden, widerlegt. Die Sudanfunktion und die Ackermannfunktion waren so die ersten veröffentlichten, nicht primitiv rekursiven Funktionen.

## Wertetabellen

### Werte von F0
F0 lässt sich geschlossen darstellen als:  F0(x, y) = x + y
| y \ x | 0  | 1  | 2  | 3  | 4  | 5  | 6  | 7  | 8  | 9  | 10 |
| ----- | -- | -- | -- | -- | -- | -- | -- | -- | -- | -- | -- |
| 0     | 0  | 1  | 2  | 3  | 4  | 5  | 6  | 7  | 8  | 9  | 10 |
| 1     | 1  | 2  | 3  | 4  | 5  | 6  | 7  | 8  | 9  | 10 | 11 |
| 2     | 2  | 3  | 4  | 5  | 6  | 7  | 8  | 9  | 10 | 11 | 12 |
| 3     | 3  | 4  | 5  | 6  | 7  | 8  | 9  | 10 | 11 | 12 | 13 |
| 4     | 4  | 5  | 6  | 7  | 8  | 9  | 10 | 11 | 12 | 13 | 14 |
| 5     | 5  | 6  | 7  | 8  | 9  | 10 | 11 | 12 | 13 | 14 | 15 |
| 6     | 6  | 7  | 8  | 9  | 10 | 11 | 12 | 13 | 14 | 15 | 16 |
| 7     | 7  | 8  | 9  | 10 | 11 | 12 | 13 | 14 | 15 | 16 | 17 |
| 8     | 8  | 9  | 10 | 11 | 12 | 13 | 14 | 15 | 16 | 17 | 18 |
| 9     | 9  | 10 | 11 | 12 | 13 | 14 | 15 | 16 | 17 | 18 | 19 |
| 10    | 10 | 11 | 12 | 13 | 14 | 15 | 16 | 17 | 18 | 19 | 20 |

### Werte von F1
F1 lässt sich geschlossen darstellen als:  F1(x, y) = 2y · (x + 2) − y − 2
| y \ x | 0    | 1    | 2    | 3    | 4    | 5    | 6    | 7    | 8     | 9     | 10    |
| ----- | ---- | ---- | ---- | ---- | ---- | ---- | ---- | ---- | ----- | ----- | ----- |
| 0     | 0    | 1    | 2    | 3    | 4    | 5    | 6    | 7    | 8     | 9     | 10    |
| 1     | 1    | 3    | 5    | 7    | 9    | 11   | 13   | 15   | 17    | 19    | 21    |
| 2     | 4    | 8    | 12   | 16   | 20   | 24   | 28   | 32   | 36    | 40    | 44    |
| 3     | 11   | 19   | 27   | 35   | 43   | 51   | 59   | 67   | 75    | 83    | 91    |
| 4     | 26   | 42   | 58   | 74   | 90   | 106  | 122  | 138  | 154   | 170   | 186   |
| 5     | 57   | 89   | 121  | 153  | 185  | 217  | 249  | 281  | 313   | 345   | 377   |
| 6     | 120  | 184  | 248  | 312  | 376  | 440  | 504  | 568  | 632   | 696   | 760   |
| 7     | 247  | 375  | 503  | 631  | 759  | 887  | 1015 | 1143 | 1271  | 1399  | 1527  |
| 8     | 502  | 758  | 1014 | 1270 | 1526 | 1782 | 2038 | 2294 | 2550  | 2806  | 3062  |
| 9     | 1013 | 1525 | 2037 | 2549 | 3061 | 3573 | 4085 | 4597 | 5109  | 5621  | 6133  |
| 10    | 2036 | 3060 | 4084 | 5108 | 6132 | 7156 | 8180 | 9204 | 10228 | 11252 | 12276 |

### Werte von F2
F2 lässt sich nicht mehr allgemein geschlossen darstellen.
Für gegebene y lässt es sich geschlossen darstellen, wobei die Ausdrücke schnell längere Ausdrücke werden.
| y \ x | 0 | 1                                          | 2                                                                 | 3                                                           | 4                                                           | 5                                                               | 6                                                               | 7                                                               |
| ----- | --- | ------------------------------------------ | ----------------------------------------------------------------- | ----------------------------------------------------------- | ----------------------------------------------------------- | --------------------------------------------------------------- | --------------------------------------------------------------- | --------------------------------------------------------------- |
| 0     | 0 | 1                                          | 2                                                                 | 3                                                           | 4                                                           | 5                                                               | 6                                                               | 7                                                               |
| 0     | x |                                            |                                                                   |                                                             |                                                             |                                                                 |                                                                 |                                                                 |
| 1     | F1 (F2(0, 0), F2(0, 0)+1) | F1 (F2(1, 0), F2(1, 0)+1)                  | F1 (F2(2, 0), F2(2, 0)+1)                                         | F1 (F2(3, 0), F2(3, 0)+1)                                   | F1 (F2(4, 0), F2(4, 0)+1)                                   | F1 (F2(5, 0), F2(5, 0)+1)                                       | F1 (F2(6, 0), F2(6, 0)+1)                                       | F1 (F2(7, 0), F2(7, 0)+1)                                       |
| 1     | F1(0, 1) | F1(1, 2)                                   | F1(2, 3)                                                          | F1(3, 4)                                                    | F1(4, 5)                                                    | F1(5, 6)                                                        | F1(6, 7)                                                        | F1(7, 8)                                                        |
| 1     | 1 | 8                                          | 27                                                                | 74                                                          | 185                                                         | 440                                                             | 1015                                                            | 2284                                                            |
| 1     | 2x+1 · (x + 2) − x − 3 ≈ 10lg 2·(x+1) + lg(x+2) |                                            |                                                                   |                                                             |                                                             |                                                                 |                                                                 |                                                                 |
| 2     | F1 (F2(0, 1), F2(0, 1)+2) | F1 (F2(1, 1), F2(1, 1)+2)                  | F1 (F2(2, 1), F2(2, 1)+2)                                         | F1 (F2(3, 1), F2(3, 1)+2)                                   | F1 (F2(4, 1), F2(4, 1)+2)                                   | F1 (F2(5, 1), F2(5, 1)+2)                                       | F1 (F2(6, 1), F2(6, 1)+2)                                       | F1 (F2(7, 1), F2(7, 1)+2)                                       |
| 2     | F1(1, 3) | F1(8, 10)                                  | F1(27, 29)                                                        | F1(74, 76)                                                  | F1(185, 187)                                                | F1(440, 442)                                                    | F1(1015, 1017)                                                  | F1(2294, 2296)                                                  |
| 2     | 19 | 10228                                      | 15569256417                                                       | ≈ 5,742397643 · 1024                                        | ≈ 3,668181327 · 1058                                        | ≈ 5,019729940 · 10135                                           | ≈ 1,428323374 · 10309                                           | ≈ 3,356154368 · 10694                                           |
| 2     | 2x+1·(x+2) − x − 1 · (2x+1·(x+2) − x − 1) − (2x+1·(x+2) − x + 1) ≈ 10lg 2 · (2x+1·(x+2) − x − 1) + lg(2x+1·(x+2) − x − 1) ≈ 10lg 2 · 2x+1·(x+2) + lg(2x+1·(x+2)) ≈ 10lg 2 · (2x+1·(x+2)) = 1010lg 2 + lg 2·(x+1) + lg(x+2) ≈ 1010lg 2·(x+1) + lg(x+2) |                                            |                                                                   |                                                             |                                                             |                                                                 |                                                                 |                                                                 |
| 3     | F1 (F2(0, 2), F2(0, 2)+3) | F1 (F2(1, 2), F2(1, 2)+3)                  | F1 (F2(2, 2), F2(2, 2)+3)                                         | F1 (F2(3, 2), F2(3, 2)+3)                                   | F1 (F2(4, 2), F2(4, 2)+3)                                   | F1 (F2(5, 2), F2(5, 2)+3)                                       | F1 (F2(6, 2), F2(6, 2)+3)                                       | F1 (F2(7, 2), F2(7, 2)+3)                                       |
| 3     | F1(F1(1,3), F1(1,3)+3) | F1(F1(8,10), F1(8,10)+3)                   | F1(F1(27,29), F1(27,29)+3)                                        | F1(F1(74,76), F1(74,76)+3)                                  | F1(F1(185,187), F1(185,187)+3)                              | F1(F1(440,442), F1(440,442)+3)                                  | F1(F1(1015,1017), F1(1015,1017)+3)                              | F1(F1(2294,2297), F1(2294,2297)+3)                              |
| 3     | F1(19, 22) | F1(10228, 10231)                           | F1(15569256417, 15569256420)                                      | F1(≈6·1024, ≈6·1024)                                        | F1(≈4·1058, ≈4·1058)                                        | F1(≈5·10135, ≈5·10135)                                          | F1(≈10309, ≈10309)                                              | F1(≈3·10694, ≈3·10694)                                          |
| 3     | 88080360 | ≈ 7,04 · 103083                            | ≈ 7,82 · 104686813201                                             | ≈ 101,72·1024                                               | ≈ 101,10·1058                                               | ≈ 101,51·10135                                                  | ≈ 104,30·10308                                                  | ≈ 101,01·10694                                                  |
| 3     | längerer Ausdruck, fängt mit 22x+1 an, ≈ 1010lg 2·(x+1) + lg(x+2) |                                            |                                                                   |                                                             |                                                             |                                                                 |                                                                 |                                                                 |
| 4     | F1 (F2(0, 3), F2(0, 3)+4) | F1 (F2(1, 3), F2(1, 3)+4)                  | F1 (F2(2, 3), F2(2, 3)+4)                                         | F1 (F2(3, 3), F2(3, 3)+4)                                   | F1 (F2(4, 3), F2(4, 3)+4)                                   | F1 (F2(5, 3), F2(5, 3)+4)                                       | F1 (F2(6, 3), F2(6, 3)+4)                                       | F1 (F2(7, 3), F2(7, 3)+4)                                       |
| 4     | F1 (F1(19, 22), F1(19, 22)+4) | F1 (F1(10228, 10231), F1(10228, 10231)+4)  | F1 (F1(15569256417, 15569256420), F1(15569256417, 15569256420)+4) | F1 (F1(≈5,74·1024, ≈5,74·1024), F1(≈5,74·1024, ≈5,74·1024)) | F1 (F1(≈3,67·1058, ≈3,67·1058), F1(≈3,67·1058, ≈3,67·1058)) | F1 (F1(≈5,02·10135, ≈5,02·10135), F1(≈5,02·10135, ≈5,02·10135)) | F1 (F1(≈1,43·10309, ≈1,43·10309), F1(≈1,43·10309, ≈1,43·10309)) | F1 (F1(≈3,36·10694, ≈3,36·10694), F1(≈3,36·10694, ≈3,36·10694)) |
| 4     | F1(88080360, 88080364) | F1(10230·210231−10233, 10230·210231−10229) |                                                                   |                                                             |                                                             |                                                                 |                                                                 |                                                                 |
| 4     | ≈ 3,5 · 1026514839 |                                            |                                                                   |                                                             |                                                             |                                                                 |                                                                 |                                                                 |
| 4     | noch längerer Ausdruck, fängt mit 22x+1 an, ≈ 1010lg 2·(x+1) + lg(x+2) |                                            |                                                                   |                                                             |                                                             |                                                                 |                                                                 |                                                                 |

### Werte von F3
F3 lässt sich nicht mehr geschlossen darstellen.
| y \ x | 0                                                                                | 1                         | 2                                 | 3                         | 4                         |
| ----- | -------------------------------------------------------------------------------- | ------------------------- | --------------------------------- | ------------------------- | ------------------------- |
| 0     | 0                                                                                | 1                         | 2                                 | 3                         | 4                         |
| 0     | x                                                                                |                           |                                   |                           |                           |
| 1     | F2 (F3(0, 0), F3(0, 0)+1)                                                        | F2 (F3(1, 0), F3(1, 0)+1) | F2 (F3(2, 0), F3(2, 0)+1)         | F2 (F3(3, 0), F3(3, 0)+1) | F2 (F3(4, 0), F3(4, 0)+1) |
| 1     | F2(0, 1)                                                                         | F2(1, 2)                  | F2(2, 3)                          | F2(3, 4)                  | F2(4, 5)                  |
| 1     | 1                                                                                | 10228                     | ≈ 7,82 · 104686813201             |                           |                           |
| 1     | keine geschlossenen Ausdrücke im Rahmen normaler mathematischer Notation möglich |                           |                                   |                           |                           |
| 2     | F3 (F4(0, 1), F4(0, 1)+2)                                                        | F3 (F4(1, 1), F4(1, 1)+2) | F3 (F4(2, 1), F4(2, 1)+2)         | F3 (F4(3, 1), F4(3, 1)+2) | F3 (F4(4, 1), F4(4, 1)+2) |
| 2     | F3 (1, 3)                                                                        | F3 (10228, 10230)         | F3 (≈104686813201, ≈104686813201) |                           |                           |
| 2     |                                                                                  |                           |                                   |                           |                           |
| 2     | keine geschlossenen Ausdrücke im Rahmen normaler mathematischer Notation möglich |                           |                                   |                           |                           |